# Staying Together
Pour plus de détails, voir Fiche technique et Distribution.
Staying Together est un film américain réalisé par Lee Grant, sorti en 1989.

## Fiche technique
- Titre : Staying Together
- Réalisation : Lee Grant
- Scénario : Monte Merrick
- Photographie : Dick Bush
- Musique : Miles Goodman
- Pays d'origine : États-Unis
- Format : Couleurs - 1,85:1 - Stéréo
- Genre : comédie dramatique
- Date de sortie : 1989

## Distribution
- Sean Astin (VF : William Coryn) : Duncan McDermott
- Stockard Channing : Nancy Trainer
- Melinda Dillon : Eileen McDermott
- Jim Haynie : Jake McDermott
- Levon Helm : Denny Stockton
- Dinah Manoff : Lois Cook
- Dermot Mulroney (VF : Jérôme Rebbot) : Kit McDermott
- Tim Quill : Brian McDermott
- Keith Szarabajka : Kevin Burley
- Daphne Zuniga : Beverly Young
- Sheila Kelley : Beth Harper
- Ryan Hill : Demetri Harper